# Treseta
Treseta – miedziana moneta hiszpańska o wartości 3 doblerów lub 6 denarów, bita w latach 1722–1724 dla Majorki, przedstawiająca na awersie popiersie królewskie i cyfrę 6, na rewersie zaś krzyż umieszczony na tarczy.